# Транспорт Бортничів
Транспорт у мікрорайоні Бортничі міста Києва забезпечує зв'язок Бортничів з основною частиною Лівобережжя в місті Києві і представлений автобусами та маршрутними таксі, які зв'язують місцевість із найближчою станцією метро та іншими місцевостями Лівого берега.

## Автобусне сполучення
Автобус № 104 їздить від ФАП селища Бортничі до станції метро за маршрутом: ФАП («Мікрорайон „Бортничі“») → вулиця Шевченка → вулиця Вітовецька → вулиця Промислова → вулиця Переяславська → вулиця Євгенія Харченка → вулиця Світла → Станція метро «Бориспільська» → Харківське шосе → вулиця Архітектора Вербицького → вулиця Декабристів → Станція метро «Харківська», проїжджаючи при цьому фельдшерсько-акушерський пункт, озера, кладовище, овочеву базу, БУЗС, військову частину.

## Маршрутні таксі
- Маршрутне таксі № 474 забезпечує зв'язок найвіддаленішого куточка Бортничів зі станціями метро «Бориспільська», «Вирлиця» та «Харківська». Кінцева цього маршрутного таксі розташовується біля ФАП, там, де кінцева 104 автобуса, звідки їде за його маршрутом до станції метро «Бориспільська», а далі по проспекту Миколи Бажана повз станцію метро «Вирлиця» до станції метро «Харківська». Вартість проїзду становить 8 грн., інтервал руху 10-15 хвилин.
- Маршрутне таксі № 152 дублює попереднє маршрутне таксі на маршруті до вулиці Вербицького, кінцева у них збігається — біля вулиць Автотранспортної та Івана Богуна. Від станції метро «Бориспільська» маршрут наступний: Харківська площа → Харківське шосе → вулиця Тростянецька → вулиця Дениса Антіпова → вулиця Ялтинська → Дарницький вокзал. Вартість проїзду становить 7 грн., інтервал руху 10-20 хвилин.
- Маршрутне таксі № 529 — найдовший маршрут Лівобережжя, зв'язує віддалені масиви Лівого берега Бортничі і Троєщину. На відміну від інших Бортницьких маршрутів, проїжджає вулицями Івана Богуна, Борова та Дяченка; має кінцеву трохи далі від 152 та 543. На відміну від 152 маршрутки, з Харківського шосе повертає на вулицю Володимира Рибака (в іншому напрямку — на вулицю Брацлавську). Вартість проїзду становить 8 грн., інтервал 5-9 хвилин.
- Маршрутне таксі № 753 є приміським і забезпечує зв'язок міста Києва з селищами Гнідин, Вишеньки і Петропавлівське. Маршрут в Києві: станція метро «Харківська» → проспект Миколи Бажана → вулиця Світла → вулиця Євгенія Харченка → вулиця Переяславська → автошлях Т-10-16 на Гнідин.